# Allenstown
Allenstown ist der Name einer Town im Merrimack County des US-Bundesstaates New Hampshire in Neuengland. Es wurde nach Samuel Allen (1635–1705) benannt, einem Gouverneur der Provinz von New Hampshire, die damals noch Massachusetts unterstand. Im Jahr 2020 hatte Allenstown 4047 Einwohner.

## Geschichte
Der Name des Ortes stammt von dem Gouverneur Samuel Allen aus dem 17. Jahrhundert. Der Ort wurde im Jahre 1721 gegründet, aber erst im Jahre 1831 offiziell eingetragen. Dazu kam, dass Allenstown Teile des Dorfgebietes an die Nachbargemeinden Bow und Hooksett abtreten musste.

## Bear Brook State Park

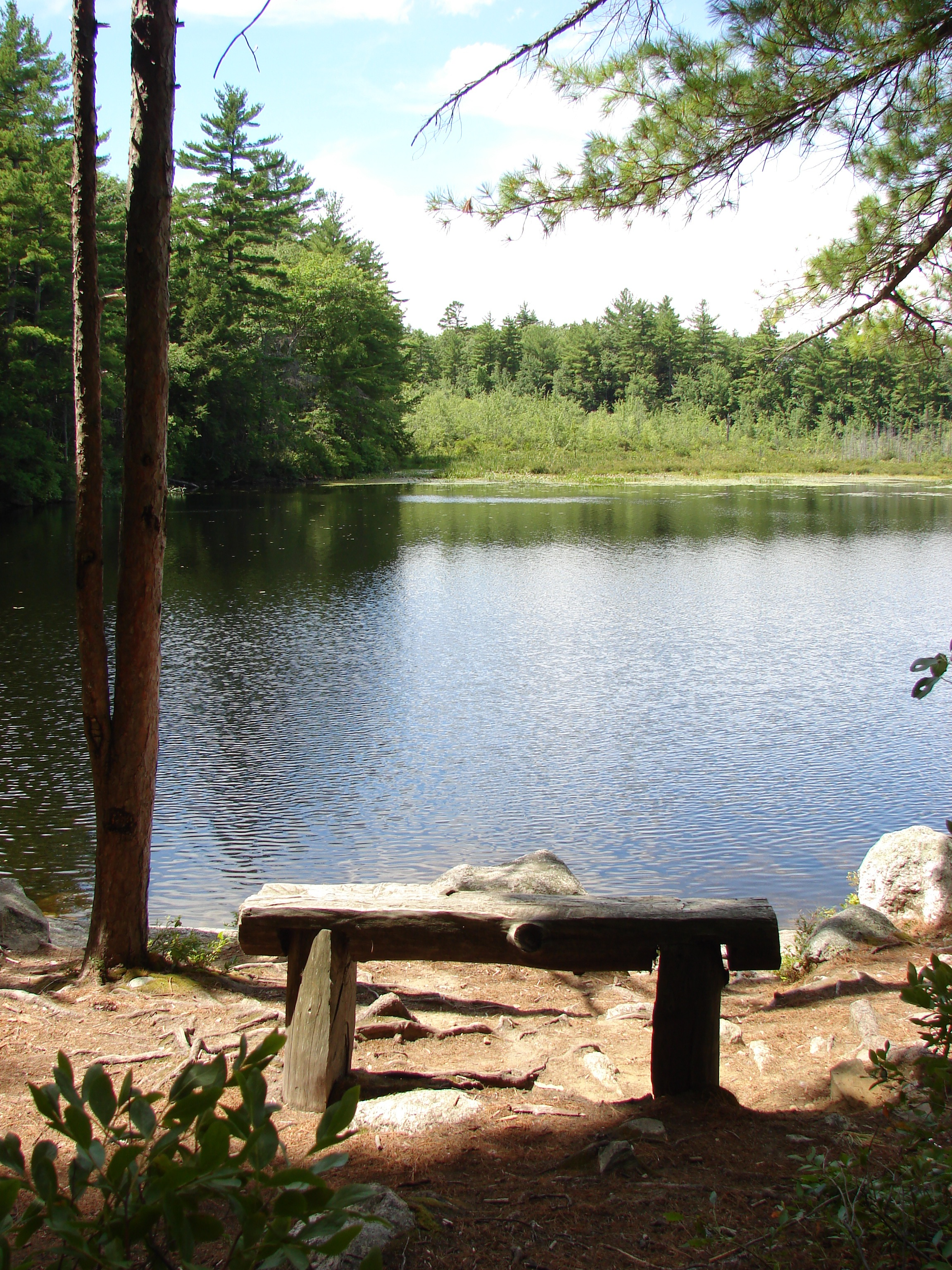
Beaver Pond im Bear Brook State Park

Der „Bear Brook State Park“ ist mit etwa 40 km² Fläche einer der größten unter Naturschutz stehenden Parks in New Hampshire. Er wurde nach dem 16,1 Kilometer langen Fließgewässer benannt und bietet neben einem Naturzentrum und zwei Museen auch verschiedene Freizeitflächen für Besucher.